# Stein Ingebrigtsen
Stein Ingebrigtsen (Vemundvik, 23 agosto 1945) è un cantante norvegese.

## Biografia
Stein Ingebrigtsen è salito alla ribalta con la hit Cento campane (1972), rimasta al numero uno della VG-lista per sei settimane di fila. Bare Stein (1973), secondo album in studio del cantante, ha raggiunto la 10ª posizione della classifica LP norvegese ed è stato candidato per lo Spellemannprisen all'artista pop maschile dell'anno; l'album contiene anche Bare du, numero uno per tre settimane consecutive in hit parade. Il disco successivo Tilbake til naturen (1974) è anch'esso arrivato nella top 15 norvegese e ha ricevuto una nomination agli Spellemannprisen.
Stein (1975) gli ha fatto guadagnare una terza candidatura agli Spellemannprisen, nella categoria di vocalista.

## Discografia

### Album in studio
- 1972 – Hello-A! (con Inger Lise Rypdal)
- 1973 – Bare Stein
- 1974 – Tilbake til naturen
- 1975 – Stein
- 1977 – Soloppgang
- 2012 – Livet

### EP
- 1978 – Rockollection

### Raccolte
- 1974 – 830 S. - Bak Sølvmikrofonen med Inger Lise og Stein (con Inger Lise Rypdal)
- 1989 – Soldatens kortstokk
- 1990 – Landevei
- 1999 – Rock 'n' Roll, du fanget meg
- 2001 – Edelstein
- 2004 – Topp 20
- 2008 – Spanska ögon
- 2012 – Yesterday Waltz

### Singoli
- 1968 – Langt hår
- 1969 – Tenk at Jonas skal gifte seg/Stå som en mann
- 1969 – Frøken Anne B Sand/Alle vet
- 1970 – Bartender, bare fyll mitt glass/Bor du fortsatt i byen?
- 1971 – Landevei/Livsdagen (con gli Howards)
- 1972 – Kom me' i våran båt/Hon gick sin väg (Givetvis)
- 1972 – Cento campane (con la Terje Fjærns Orkester)
- 1972 – Hva har vel du/Et lite hus på landet (con Inger Lise Rypdal)
- 1972 – Hon gick sin väg, givetvis/Kom me' i våran båt
- 1972 – Livet är idag/Ooh-Wakka-Doo-Wakka-Day
- 1972 – Ett litet hus på landet/Hur står det till (con Inger Lise Rypdal)
- 1973 – Lev idag
- 1973 – Es regnet nie in Kalifornien (It Never Rains in Southern California)/So wie du (Only You)
- 1973 – Solen skinner alltid der du helst vil være
- 1973 – Bare du
- 1973 – Den sangen han sang engang/Spanske øyne
- 1973 – Bara du/För vi har platsen här i Solen
- 1973 – Wie ein traum
- 1973 – Only You
- 1973 – Här är barnens värld/Lyckans land (con Ingela Westerholm)
- 1973 – Kom, kom, kom/Det blir aldrig detsamma
- 1974 – Tilbake til naturen/På vindens rygg
- 1974 – Wir sind jung, wir sind frei
- 1974 – Bakom horisontens rand/Va' har hänt me' mystiken kring månen?
- 1975 – Når et barn blir til/Rock'n Roll
- 1975 – No No Song
- 1975 – Sunshine City/We Will
- 1976 – Stakkars lille sommerfugl/En verden av Sol
- 1976 – Stranden/Et eventyr (con i Talent Singers)
- 1977 – Storholt, stensen, stenshjemmet og sjøbrend åsså'n hjallis (con i Store Stå)
- 1977 – Norsktoppen (con Inger Lise Rypdal)
- 1978 – Rivers of Babylon (con Dag Spantell)
- 1982 – When a Child Is Born/Sønner av
- 1988 – Stjernetegn